# Tango (álbum de Tanguito)
Tango es el primer álbum de estudio registrado perteneciente al cantautor de rock argentino José Alberto Iglesias (Tanguito). Fue grabado bajo el sello independiente Talent (predecesora de Mandioca) en 1970 y publicado un año después de la muerte del músico, acontecida el 19 de mayo de 1972.

## Historia
En 1970 Tanguito aceptó grabar un álbum para Mandioca. Se habían reservado varias fechas en los Estudios TNT de la Calle Moreno. En sus salas (muy bien equipadas tecnológicamente para la época), se gestaron discos de Moris, Manal, Almendra y Vox Dei. A Tanguito se le ofreció la posibilidad de elegir qué músicos iban a acompañarlo, y su decisión fue que lo hicieran Javier Martínez, Claudio Gabis y Alejandro Medina, todos integrantes de Manal. En la primera y segunda fecha prevista Tanguito no acudió al estudio. Los integrantes de Manal lo esperaron pero este nunca llegó. Tanguito solo se presentó a la tercera fecha, en la que solamente se encontraba Martínez. Por lo tanto, grabó solo con su voz y su guitarra los temas «Natural», «Amor de primavera», «La balsa», «Todo el día me pregunto» y los restantes que se incluyeron más tarde en su único álbum. A fines de la primavera de 1970, Mandioca publicó el compilado Pidamos peras a Mandioca, en el que se incluyó la canción «Natural», que la crítica recibió elogiosamente. El siguiente párrafo pertenece a la sección Discos de la revista Gente del 3 de diciembre de 1970:

Han logrado que (Tanguito) grabe su tema «Natural», donde muestra auténtica personalidad musical.
Revista Gente 3 de diciembre de 1970.

## Lista de canciones
| Tango |                                      |                                         |          |  |
| N.º   | Título                               | Escritor(es)                            | Duración |  |
| 1.    | « Natural»                           | Tanguito                                | 02:11    |  |
| 2.    | «Todo el día me pregunto»            | Javier Martínez                         | 03:53    |  |
| 3.    | «El despertar de un refugio atómico» | Tanguito                                | 07:23    |  |
| 4.    | «Diamantes de espuma»                | Tanguito                                | 03:11    |  |
| 5.    | «Amor de primavera»                  | Hernán Pujó (interpretada por Tanguito) | 03:34    |  |
| 6.    | «Jinete»                             | Tanguito                                | 05:14    |  |
| 7.    | «Balada de Ramsés VII»               | Tanguito                                | 06:13    |  |
| 8.    | «La balsa»                           | Tanguito                                | 04:25    |  |